# Christoph Ludwig von der Mülbe
Christoph Ludwig von der Mülbe (* 1709; † 13. Mai 1780 in Patschkau, Fürstentum Neisse) war ein preußischer Generalmajor und Ritter des Ordens Pour le Mérite.

## Leben

### Herkunft
Christoph Ludwig entstammte dem alten preußischen Geschlecht von der Mülbe. Sein Vater war der Erbherr auf Mickelnick Adam Gottfried von der Mülbe († 1716), die Mutter dessen zweite Ehefrau Helene Juliane von Hohendorf-Guja.

### Militärkarriere
Mülbe trat 1725 als Gefreiterkorporal in das Regiment „Flanß zu Fuß“ der Preußischen Armee ein. 1730 wurde er Fähnrich, 1733 Sekondeleutnant, 1740 Premierleutnant, 1746 Kapitän und Kompaniechef und im April 1754 Major. Im Dezember 1758 wurde er Oberstleutnant und am 12. Dezember 1761 Oberst. Gleichzeitig erhielt er als Chef das Garnisonsregiment „von Blankensee“. Im September 1776 wurde er Generalmajor.
Während seiner aktiven Zeit nahm Mülbe während der Schlesischen Kriegen und dem Siebenjährigen Krieg an acht Schlachten und drei Belagerungen teil.

### Familie
Er heiratete Luise Eleonora von Unfried (1713–1785), eine Tochter des Kriegsrates Unfried. Aus der Ehe gingen folgende Kinder hervor:
- Hans Christoph Ludwig (1748–1811), preußischer Generalmajor ⚭ Helene Sophie Luise Dorothea von Lübtow
- Ursula Wilhelmine (1747–1812)

⚭ Gottlieb von Raoul († 1772), Major
⚭ Karl Friedrich von Martini, Kommandeur des Füsilierbataillons Nr. 10
- Karl Ludwig (* 1752), Kapitän im Infanterieregiment „von Tauentzien“